# André Lacroix (hockeista su ghiaccio)
André Joseph Lacroix (Lauzon, 5 giugno 1945) è un ex hockeista su ghiaccio canadese che nel corso della carriera ha giocato nella National Hockey League e nella World Hockey Association, lega di cui detiene il record per punti ottenuti e gare disputate.

## Carriera
Lacroix giocò a livello giovanile nella Ontario Hockey League per tre stagioni, le ultime due con la maglia dei Peterborough Petes conquistando la nomina per il First All-Star Team della lega e due titoli consecutivi di MVP. I suoi numeri lo portarono a esordire fra i professionisti già nel 1966 in American Hockey League con i Quebec Aces. Ancora una volta le sue prestazioni positive furono notate e nella primavera del 1968 fece il proprio esordio in National Hockey League con i Philadelphia Flyers.
Nei Flyers Lacroix fu affiancato da due ali che come lui avevano già giocato a Québec, Jean-Guy Gendron e Simon Nolet. Sia nel 1969 che nel 1970 egli fu il miglior marcatore della franchigia. In quegli anni la squadra di Philadelphia stava assumendo i contorni di quella che avrebbe vinto due Stanley Cup consecutive con una serie di giocatori robusti e fisici, l'opposto rispetto a Lacroix. Per questo motivo nel 1971 non rientrando più nei piani della squadra fu ceduto ai Chicago Black Hawks, tuttavia nella stagione 1971-72 non riuscì a ripetere i numeri raggiunti nelle stagioni precedenti.
Nell'autunno del 1972 si trasferì nella neonata World Hockey Association, lega professionistica nata per rivaleggiare con la NHL. Ritornò a Philadelphia con la franchigia dei Philadelphia Blazers. Nonostante le difficoltà della società Lacroix emerse subito come stella della squadra e vinse il primo Bill Hunter Trophy grazie ai 124 punti totalizzati in stagione regolare, 50 reti e 74 assist.
Al termine dell'anno la squadra si trasferì a Vancouver tuttavia Lacroix fu ceduto a una squadra ancor più in difficoltà, quella dei New York Golden Blades. Ancora una volta le vicende societarie che videro il trasferimento della squadra in New Jersey e una serie di stipendi non pagati non inficiarono sulle prestazioni del giocatore, capace di 111 punti di cui 80 assist. Nell'autunno del 1974 Lacroix fu scelto dal Team Canada per disputare la Summit Series contro l'Unione Sovietica.
La franchigia di Lacroix si trasferì in California e prese il nome di San Diego Mariners. Nella stagione 1974-75 vinse il secondo titolo di miglior marcatore della WHA con 147 punti di cui 106 assist, nuovo record assoluto nell'hockey professionistico che batté il primato di Bobby Orr. Dopo loro due solo Wayne Gretzky e Mario Lemieux furono in grado di totalizzare oltre 100 assist in stagione regolare fra WHA e NHL.
Lacroix grazie alle sue doti tecniche si era conquistato il soprannome di The Magician (il "mago") e rimase per tre anni a San Diego fino allo scioglimento della franchigia.   Continuò a giocare nella WHA fino alla sua chiusura nel 1979 dapprima con gli Houston Aeros e infine nei New England Whalers. Si ritirò dall'attività agonistica nel 1980 dopo un'ultima stagione in NHL agli Hartford Whalers insieme a Gordie Howe e Bobby Hull.

## Palmarès

### Individuale
- Bill Hunter Trophy: 2

1972-1973 (124 punti), 1974-1975 (147 punti)
- WHA First All-Star Team: 3

1972-1973, 1973-1974, 1974-1975
- OHL MVP Red Tilson Trophy: 2

1964-1965, 1965-1966
- OHL First All-Star Team: 2

1964-1965, 1965-1966